# 趙東
趙 東（ちょう とう、簡体字: 赵 东、英語: zhao dong）は、中華人民共和国の実業家、政治活動家である。

## 概要
広東省深圳市に拠点をおく企業グループ「琉球集団」の経営者である一方で、沖縄県が中国領土であると主張する一方、日本からの琉球独立運動を支持する団体として、中華民族琉球特別自治区準備委員会を2010年に立ち上げた。
2013年、中国の官製新聞「人民日報」が「琉球の地位はまだ確定していない」と公言し、日本が抗議したことをきっかけに、「琉球の中国への返還」を求める趙東の運動が注目されるようになり、海外メディアの取材を受けるようになった。
尖閣諸島と琉球の主権を中国に返還するために、国際裁判所で日本を訴えるつもりだとも述べており、国際法廷を利用して琉球を中国に返還するよう求めた中国の企業家は、趙東が初めてである。

## 運営企業
琉球集団の会社規模は従業員100～150人程度で、インターネットプロバイダー、Eコマース事業など手広く展開。運営する小売サイトでは2016年頃まで、商品内容とは関係なく、沖縄の中国主権を主張するような政治的メッセージを商品に添えていたとされる。